# Scandal (amerikai együttes)
A Scandal egy amerikai rockegyüttes, amely 1981-ben alakult New Yorkban. A zenekart Patty Smyth énekesnő vezeti, s olyan slágereket írtak, mint a The Warrior (1984, #7 US), a Goodbye to You (1982, #65 US), a Love’s Got a Line On You (1983, #59 US), a Hands Tied (1984, #41 US) vagy a Beat of a Heart (1985, #41 US).

## Az együttes története
Az együttest 1981-ben New Yorkban alapította Zack Smith gitáros, Ivan Elias basszusgitáros (1950–1995), Keith Mack gitáros, Benjy King billentyűs, Frankie LaRocka dobos (később Thommy Price váltotta), és Patty Smyth énekesnő.
A zenekar már a pályafutásuk elején is viszonylag sikeres volt, azonban az együttesen belüli és a kiadójuk közötti nézeteltérések miatt lassacskán feloszlott, tagról tagra léptek ki belőle. Az 1984-es The Warrior turnéra már csak Smyth és Mack maradt meg az eredeti felállásból, a koncertsorozat után feloszlottak. A zenekar (Ivan Elias kivételével, aki 1995 júniusában rákban elhunyt) 2004-ben újra összeállt a VH1 televíziócsatorna Bands Reunited műsora erejéig, majd adtak néhány koncertet az Egyesült Államok keleti partján, melyet 2005. február 9-én egy a New York-i Irving Plazában tartott előadással zártak. 2006 nyarán Thommy Price kivételével ismét összeálltak, ez alkalommal a VH1 We Are The ’80s turnéjára, ahol nagyobb, elsősorban kültéri színpadokon léptek fel. Az előadásokról a kritikusok elismerően vélekedtek. 2007 nyarán és telén újra koncerteztek, ez alkalommal Zack Smith nélkül.
2008 júliusában a Billboard magazinban bejelentették, hogy a Scandal új hanganyagot fog felvenni. 2008. augusztus 3-án egy Dewey Beach-i fellépésük során Smyth bejelentette, hogy a Scandal a közeljövőben egy öt dalt tartalmazó középlemezt fog megjelentetni. A koncert során a Trust In Me, az End Of The Girl és a Make It Hard című új számokat is eljátszották. Smyth 2009. január 17-én a ridgefieldi közönségnek bejelentette, hogy az együttesnek 24 éve után újabb lemeze fog megjelenni. Patty Smyth 2009 februárjára ígérte a digitális kislemezt, melyet egy középlemez követett volna. A dal megjelenését határozatlan időre elcsúsztatták, a középlemezből időközben pedig teljes stúdióalbum lett. 2011 decemberéig az egyetlen új felvételük jelent meg Silent Night címmel. A klasszikus karácsonyi dal (Csendes éj) feldolgozása hallható volt az NCIS televíziós sorozat egyik epizódjában is.

## Az együttes tagjai
Jelenlegi
- Patty Smyth – ének (1981–1985, 2004–napjainkig)
- Keith Mack – gitár (1982–1985, 2004–napjainkig)
- Benjy King – billentyűsök/gitár (1982–1984, 2004–napjainkig)
- Tom Welsch – basszusgitár (2007–napjainkig)
- Eran Asias – dobok (2007–napjainkig)

Korábbi
- Zack Smith – gitár (1981–1984, 2004–2006)
- Frankie LaRocka – dobok (1981–1982)
- Thommy Price – dobok (1982–1984, 2004–2005)
- Ivan Elias – basszusgitár (1982–1984)
- Kasim Sulton – basszusgitár (2004–2005)

## Diszkográfia

### Nagylemezek
- Scandal (1982) - #39 U.S. (RIAA: arany)
- The Warrior (1984) - #17 U.S. (RIAA: platina)

### Válogatásalbumok
- Scandalous (1992)
- We are the ’80s (2006)

### Kislemezek
| Év   | Cím                      | US Hot 100 | US MSR | UK | Album       |
| ---- | ------------------------ | ---------- | ------ | -- | ----------- |
| 1982 | Goodbye To You           | 65         | 5      | —  | Scandal     |
| 1983 | Love’s Got a Line on You | 59         | 28     | —  | Scandal     |
| 1983 | Win Some, Lose Some      | —          | —      | —  | Scandal     |
| 1984 | The Warrior              | 7          | 1      | 86 | The Warrior |
| 1984 | Hands Tied               | 41         | 21     | —  | The Warrior |
| 1985 | Beat of a Heart          | 41         | 10     | —  | The Warrior |
| 2011 | Silent Night             | —          | —      | —  | —           |

## Videóklipek
- Goodbye to You
- Love’s Got a Line on You
- The Warrior
- Beat of a Heart
- Hands Tied